# 蓝背唐纳雀
蓝背唐纳雀（学名：Cyanicterus cyanicterus），是雀形目唐纳雀科的一种鸟类，属于单型的蓝背唐纳雀属（学名：Cyanicterus）。
蓝背唐纳雀体重约34克，翼长约93.8毫米，喙宽度约7.5毫米，喙厚度约8.3毫米，嘴峰长约25.9毫米，跗蹠长约21.6毫米，尾长约65.4毫米。
蓝背唐纳雀是留鸟，栖息在森林，它们是食肉动物，主要以昆虫、蜘蛛等陆生无脊椎动物为食。它们分布在委内瑞拉东部到圭亚那和巴西东北部。